# Antonin Liberal
Antonin Liberal (Antoninus Liberalis) bio je grčko-rimski filolog koji je živio u 2. ili 3. stoljeću. Njegovo jedino djelo su Metamorfoze (Μεταμορφώσεων Συναγωγή, Metamorphoseon Synagoge, doslovno "Zbirka preobrazbi") u kojima daje kratke opise priča iz grčke mitologije. Djelo, koje je prvi put tiskano 1598. se, usprkos nedostatka književne vrijednosti, smatra jednim od najvažnijih izvora za antičku mitologiju i književnost.